# Kosciusko, Mississippi
Kosciusko là một thành phố thuộc quận Attala, tiểu bang Mississippi, Hoa Kỳ. Năm 2010, dân số của thành phố này là 7 402 người.

## Dân số
- Dân số năm 2000: 7 370 người.
- Dân số năm 2010: 7 402 người.